# Ryszard Dudek
Ryszard Dudek (ur. 23 marca 1936 w Czeladzi, zm. 6 lutego 2011 w Warszawie) – polski dyrygent i pedagog. Od 1992 profesor zwyczajny Akademii Muzycznej im. Fryderyka Chopina w Warszawie. Zasłużony Działacz Kultury
Studia muzyczne ukończył w Państwowej Wyższej Szkole Muzycznej w Warszawie w 1962 w klasie Stanisława Wisłockiego.
Był pierwszym dyrygentem Orkiestry Polskiego Radia i Telewizji w Warszawie, współpracował z Orkiestrą Polskiego Radia i Telewizji w Krakowie, Operetką Warszawską, Polskim Teatrem Muzycznym – Warszawską Sceną Operową, dyrygował w prawie wszystkich filharmoniach w kraju i za granicą. Przez wiele lat w Akademii Muzycznej w Warszawie prowadził również Studencką Orkiestrę Symfoniczną. Na tej uczelni sprawował funkcje: dziekana Wydziału Kompozycji, Dyrygentury i Teorii Muzyki, kierownika Katedry Dyrygentury oraz w latach 2002–2005 prorektora ds. nauki i dydaktyki. Regularnie jako dyrygent nagrywał muzykę dla filmu polskiego. Był dyrygentem w ponad 30 filmach fabularnych i serialach, m.in. Seksmisja, Na kłopoty... Bednarski, Prymas. Trzy lata z tysiąca.
Wykształcił wielu dyrygentów zajmujących eksponowane stanowiska w życiu muzycznym w kraju i za granicą.
Zmarł 6 lutego 2011 roku w Warszawie. W marcu 2012 został Honorowym Obywatelem miasta Czeladź.